# ترنس دیویس
ترنس دیویس (انگلیسی: Terence Davies؛ ۱۰ نوامبر ۱۹۴۵ – ۷ اکتبر ۲۰۲۳) فیلم‌نامه‌نویس، کارگردان، و رمان‌نویس انگلیسی بود که بسیاری از منتقدان از او به عنوان یکی از بزرگترین فیلمسازان بریتانیایی زمان خود یاد می‌کنند. دیویس بیشتر به‌عنوان نویسنده و کارگردان فیلم‌های زندگی‌نامه‌ای، از جمله صداهای دوردست، زندگی‌های بی‌جان (۱۹۸۸)، و همچنین اقتباس‌های ادبی، شناخته می‌شود.

## فیلم‌شناسی
- صداهای دوردست، زندگی‌های بی‌جان (۱۹۸۸)
- روز طولانی تمام می‌شود (۱۹۹۲)
- کتاب مقدس نئونی (۱۹۹۵)
- خانه میرث (۲۰۰۰)
- زمان و شهر (۲۰۰۸-فیلم مستند)
- دریای آبی عمیق (۲۰۱۱)
- ترانه غروب (۲۰۱۵)
- شوری خاموش (۲۰۱۶)
- نیایش (۲۰۲۱)